# 莫蘭·庫珀
莫蘭·庫珀（Paulette Cooper，1942年7月26日—），自由撰稿記者和作家。她因1971年的著作《山達基醜聞》（The Scandal of Scientology），被山達基教會領導和守護者辦公室監視，抹黑，刑事陷害，並被起訴十九次。

## 兒時
莫蘭是猶太人大屠殺倖存者，出生在納粹德國時期的奧斯威辛集中營。她的父母在這裡受害，她在戰後被送至比利時孤兒院。1948年，六歲的她被美國庫珀家庭收養。

## 與山達基教的衝突
1969年，身為自由撰稿記者和作家的莫蘭，為英國《女王雜誌》寫了一篇批評山達基的文章，被山達基起訴。莫蘭把資料擴展成一本書，強烈批評山達基，名爲《山達基醜聞》，於1971年出版。多年來，山達基起訴莫蘭19次，她的反訴有3宗。
1972年，教會展開「炸藥行動」（Operation Dynamite），一個女子以慈善籌款做掩飾，從莫蘭的寓所偷走了一批文具。幾天後，紐約山達基教會收到匿名信，以炸彈威脅。次年五月，莫蘭被起訴，因爲匿名信寫在她的文具上，並有她的指紋。指控在1975年切消。
1973年， 山達基教會的「守護者辦公室」啟動「白雪公主行動」，開始大規模滲透世界各國政府，主要目標是美國，以刪除和糾正「錯誤」的山達基檔案，以及那些連接到羅恩·賀伯特的犯罪活動。
1976年，守護者辦公室啟動「恐慌行動」（Operation Freakout） ，目的是使莫蘭被關押在精神病院或監獄，或至少嚴重打擊她，讓她無法攻擊山達基教會。
1977年，聯邦調查局特擊搜查山達基在洛杉磯和華盛頓特區的辦事處，發現大量文件，證明教會犯了中傷、爆竊、盜竊的犯罪行動，包括「恐慌行動」的細節。
1978年，11個山達基高級成員被起訴，其中有瑪麗·蘇·賀伯特（山達基的創始人L·羅恩·賀伯特的第三任妻子）。所有被告被判處徒刑，長達六年，瑪麗蘇被判處五年。所有上訴被拒絕。
1985年，莫蘭停止對山達基採取法律行動，接受40萬美元作庭外和解。

## 外部連結
- 官方网站 （英文）
- 莫蘭·庫珀在互联网电影资料库（IMDb）上的資料（英文）